# Hrbov (Velké Meziříčí)
Hrbov (v období Protektorátu Čechy a Morava v mapách uváděn německy Herbau nebo též německy Hrbau a v minulosti též Herbowe, Hrbow, Hiebow nebo Herbow) je spolu se sousedním Svařenovem místní část města Velkého Meziříčí v okrese Žďár nad Sázavou, se kterým patří do Kraje Vysočina.

## Místopis
Hrbov se nachází asi 4 km západně od města Velké Meziříčí, pod nějž politicky spadá, katastrální území má vlastní. Na západě těsně sousedí s osadou Svařenov, spolu se kterou tvoří místní část Velkého Meziříčí. Nejvyšší místo v obci je Hrbovský vrch (v minulosti a lidově též označovaný jako kopec Strážnice) s nadmořskou výškou 569 m n. m.

## Historie
Doposud nejstarší známá písemná zmínka o Hrbově je z roku 1296, konkrétně jde o písemnou zmínku ze zatím blíže neurčené listiny uchovávané v Moravském diplomatáři .
Další písemná zmínka je až z roku 1377, kdy patřila obec pod Meziříčské panství.
Svůj název získala pravděpodobně podle okolního kopcovitého terénu či podle osobního jména.
V roce 1446 připadla obec Janovi z Lomnice a roku následujícího Janovi z Pernštejna. Roku 1506 se vesnice dostala zpět pod správu Velkomeziříčského panství. V době svého vzniku čítala obec asi 10 domů. V důsledku třicetileté války jich však po roce 1661 zbyla pouze polovina.
V letech 1667 – 1750 měly v Hrbově své domy rody Oulehlů, Doležalů, Večeřů, Nováčků či Hotošů. S některými z těchto jmen je možné se v Hrbově setkat i nyní.
Podle obecních a školních kronik a dalších pramenů (převážně čerpaných z Moravského zemského archivu a z Vlastivědy Velkomeziříčska), které v roce 2003 prostudovali autoři informační brožury a videokroniky o Hrbově a Svařenově, je možné sledovat i život poddaných v Hrbově. Díky dochovaným materiálům například víme, že kolem roku 1750 museli vesničané odvádět vrchnosti činže, a to o svatém Jiří a svatém Václavu. Tehdejší obyvatelé Hrbova měli i povinnost roboty, ta se však lišila podle toho, zda se jednalo o domkáře či o sedláka. Pokud se chtěl někdo práci legálně vyhnout, mohl se vykoupit částkou 80 zlatých. Nezákonný postup vyhnutí se robotě byl ale postihován tělesnými tresty.
Roku 1750 se v Hrbově nacházelo 11 domů, roku 1790 jich bylo již 18. V té době zde žilo 133 obyvatel.
Rok 1765 se zapsal do dějin Hrbova černým písmem. Přinesl totiž vesnici zkázu ve formě požáru, který zlikvidoval téměř všechny domy ve vsi. Ušetřen byl pouze dům s číslem popisným 1, který tehdy patřil rodině Štěpánkově. Tento dům, i když ve zchátralém stavu, stojí na návsi poblíž kaple sv. Václava a Izidora dodnes. Na památku toho, že bylo jejich stavení ohněm ušetřeno, nechali Štěpánkovi vystavět na Strážnici (dnešním Hrbovském vrchu) kapličku s obrazem Svaté trojice.
| Rok            | 1869 | 1880 | 1890 | 1900 | 1910 | 1921 | 1930 | 1950 | 1961 | 1970 | 1980 | 1991 | 2001 |
| Počet obyvatel | 159  | 162  | 169  | 170  | 176  | 179  | 169  | 127  | 129  | 116  | 135  | 119  | 113  |

## Pamětihodnosti

### Štěpánkova kaplička

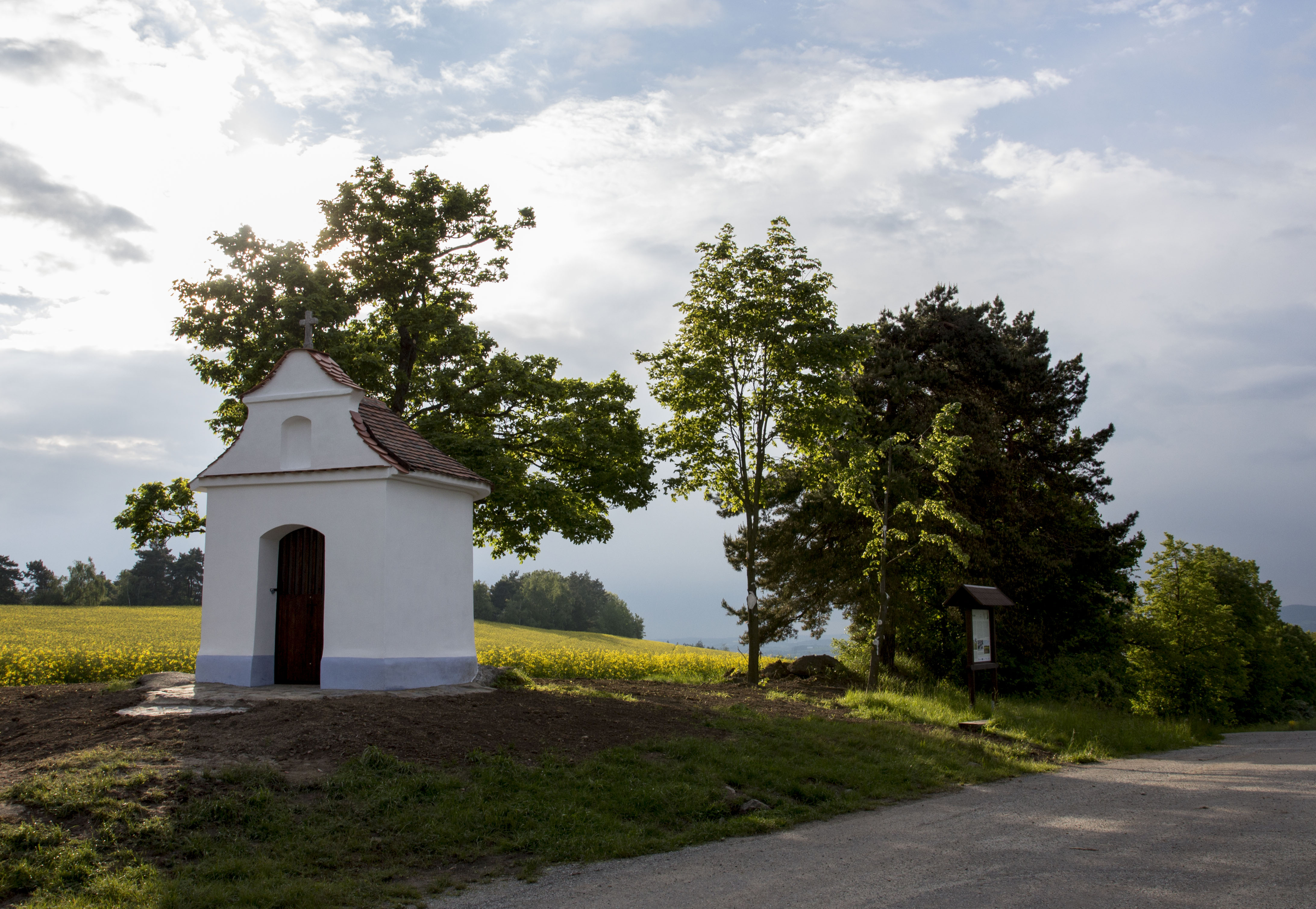
Štěpánkova kaplička

Kapličku (též Křečkovu - po pozdějších majitelích domu č.p. 1) nechala postavit rodina Štěpánkova v roce 1766 jako dík za to, že o rok dříve, kdy Hrbov v podstatě zlikvidoval požár, zůstal jako jediný v pořádku dům číslo 1 patřící tehdy rodině Štěpánkově. Kaplička se nachází na kopci Strážnice (Hrbovský vrch). Z její blízkosti se naskýtá široký rozhled po krajině směrem na sever od Hrbovského vrchu. V roce 2013 se dočkala kaplička kompletní rekonstrukce, místní správa nechala také upravit okolní terén. Za kapličkou vznikla odpočívka s lavičkami a stolem pro turisty. Kolem kapličky vede od podzimu roku 2012 naučná stezka.
Místní se tady pravidelně scházejí 30. dubna, aby oslavili pálení čarodějnic.

### Mešní kaple Sv. Václava a Sv. Izidora

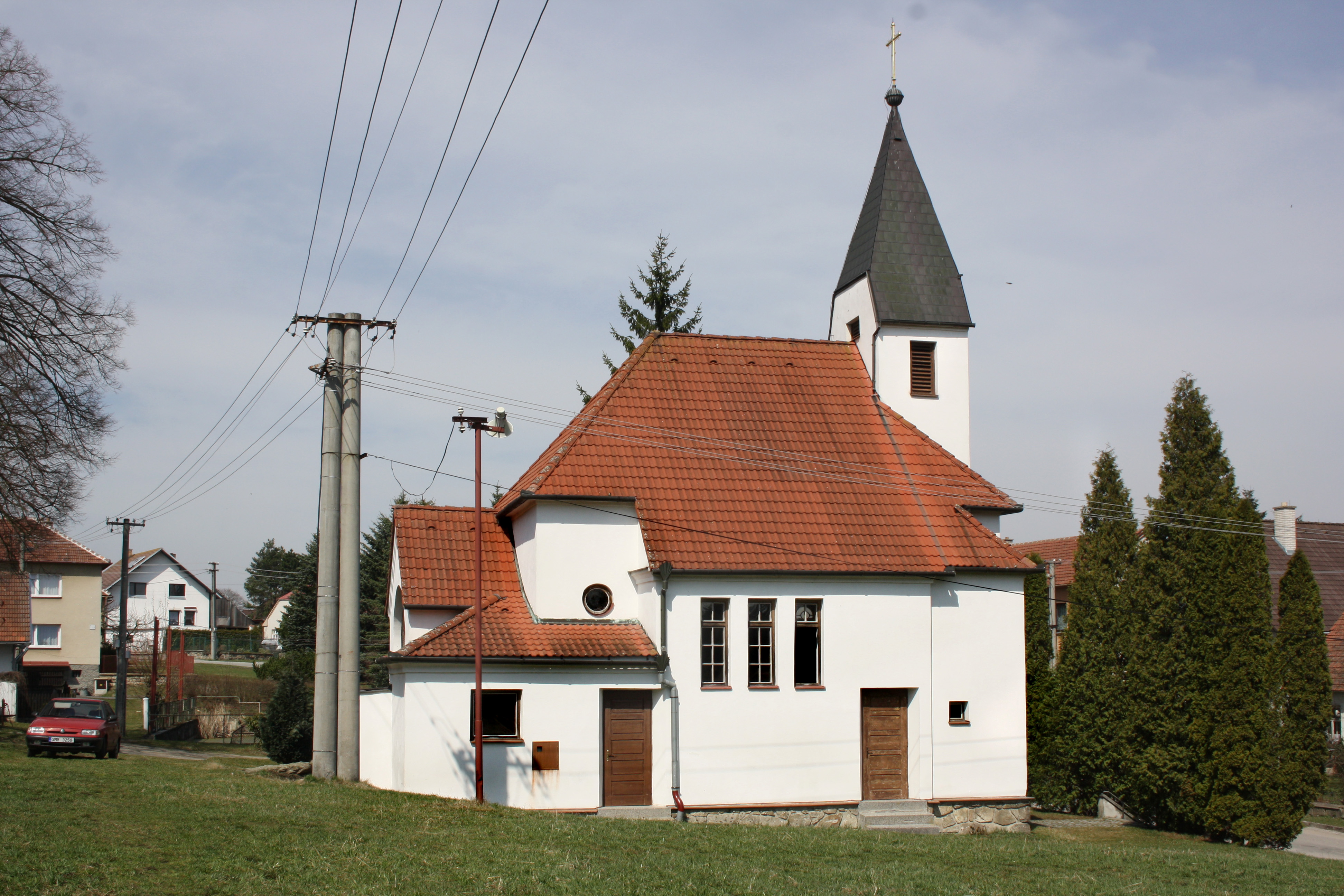
Mešní kaple na návsi

Stojí uprostřed Hrbova v blízkosti požární nádrže. Stavba kaple započala roku 1937 díky farníkům a velké péči tehdejšího starosty Františka Oulehly. V září roku 1941 pak byla stavba dokončena a náklady byly vyčísleny na 60 000 korun československých. Z toho 35 000 korun z této částky bylo vybráno od věřících z okolních obcí.
Dne 21. září 1941 byla podle farní ohláškové knihy kaple slavnostně zasvěcena svatému Václavu. Kázání tehdy měl doktor Karel Skoupý z Brněnského alumnátu. Zároveň byly vysvěceny a poprvé se rozezněly dva zvony, které byly do té doby zakopány v čísle 23 u pana Františka Doležala. Bohužel však musely být o rok později vlivem událostí v protektorátu a na frontě odevzdány německé armádě. Nový zvon byl vysvěcen až 4. října 1970 (zasvěcen sv. Izidorovi). Ten byl odlitý v Martinicích. Zvon dodnes vyzvání díky automatickému systému každý den v 6:00, 12:00 a 18:00.
Pokud v Hrbově zemře některý z občanů, zpravidla nechávají pozůstalí vyzvánět umíráčkem, který je na věži kaple zavěšen taktéž (zasvěcen sv. Václavovi). Není ovšem přesně známo, kdy byl tento zvon na věž umístěn.
Uvnitř kaple se do 80. let 20. století nacházel dřevěný oltář, který byl však ve zmíněné době za kaplana pátera Bohumila Němečka nahrazen novým, betonovým s mramorovou vrstvou na povrchu. Z původního oltáře zůstal zachován pouze svatostánek a sádrová plastika s vyobrazením snímání Krista z kříže, kterou nechali farníci pozlatit a zavěsit zpět do kaple. V kapli se nachází barevné vitráže, z nichž největší zobrazuje sv. Václava v jezdecké podobě, dvě menší vitráže pak zobrazují věrozvěsty Konstantina a Metoděje. Na levé straně vstupního portálu se nachází pamětní deska věnovaná zdejšímu rodákovi a pilotovi pplk. Karlu Novotnému, který zahynul za druhé světové války. Desku při jejím odhalování světil páter Bohumil Burian.
Roku 1996 byla k 55. výročí posvěcení kaple provedena její generální oprava.
V červnu roku 2010 kapli zasáhl blesk. Ten uhodil do křížku na zvonici a dočasně vyřadil z provozu automatické vyzvánění. V současnosti však již kaple vyzvání v pravidelných časech.

## Další fotografie

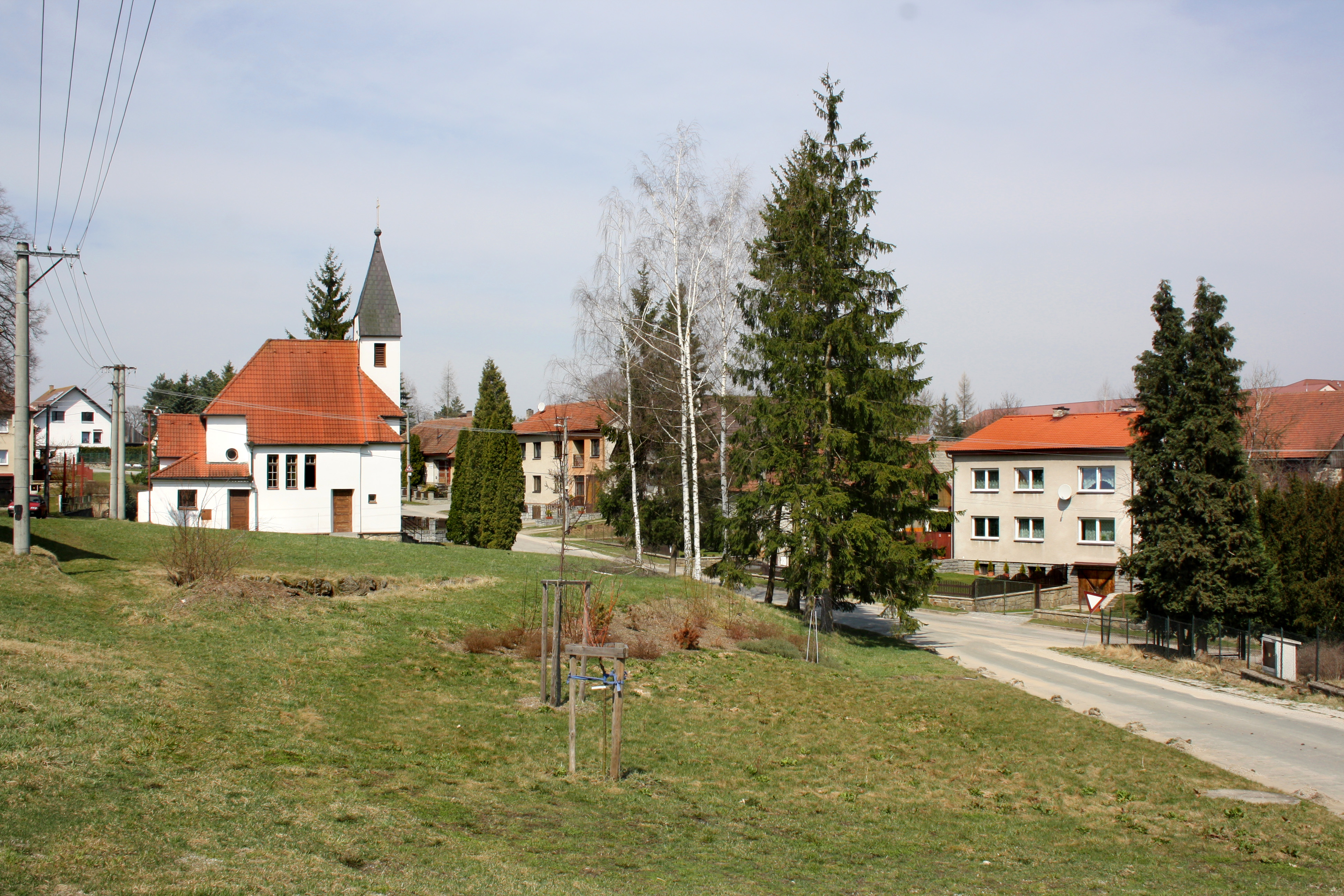
Náves
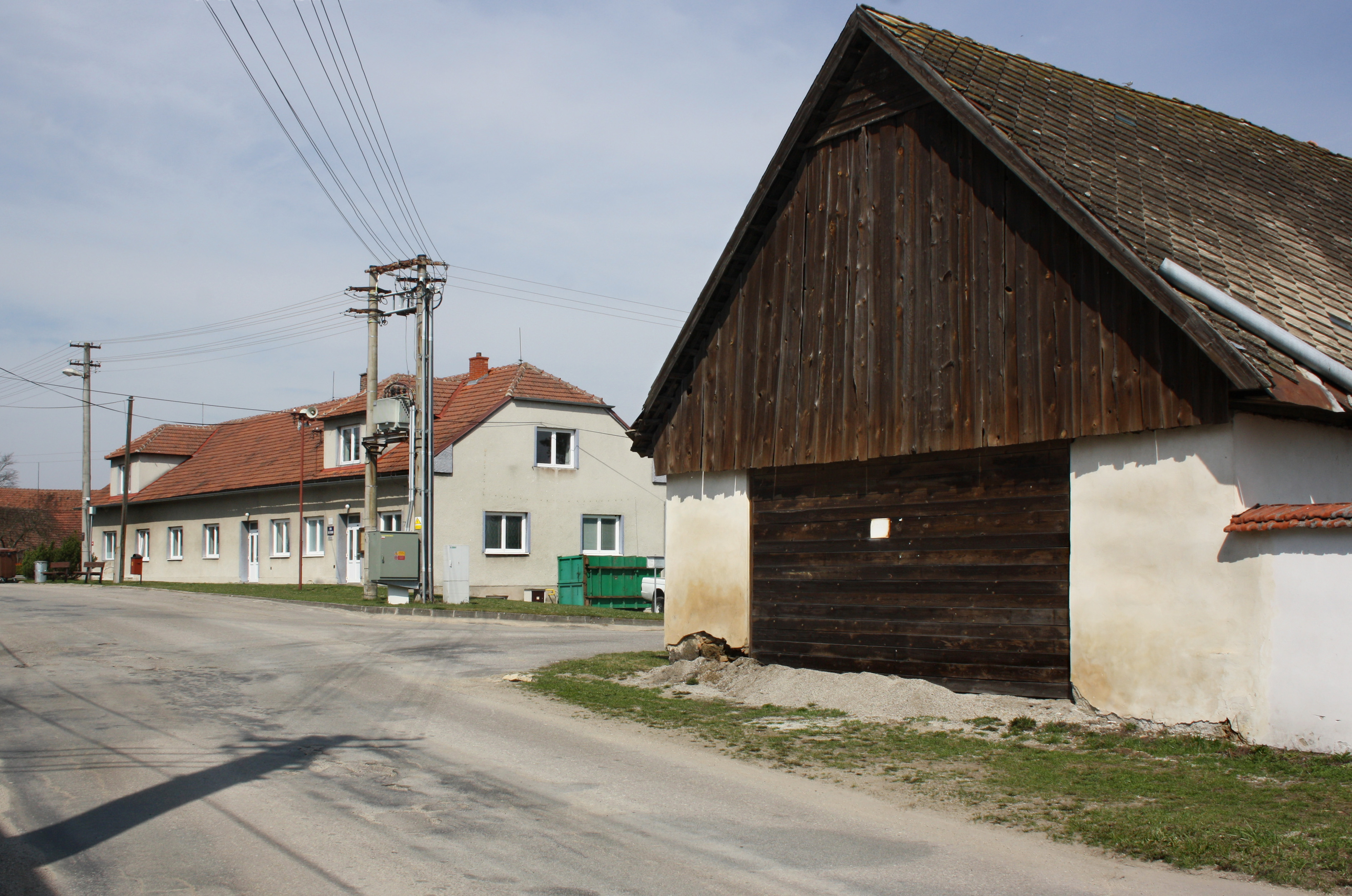
Západní (horní) část Hrbova
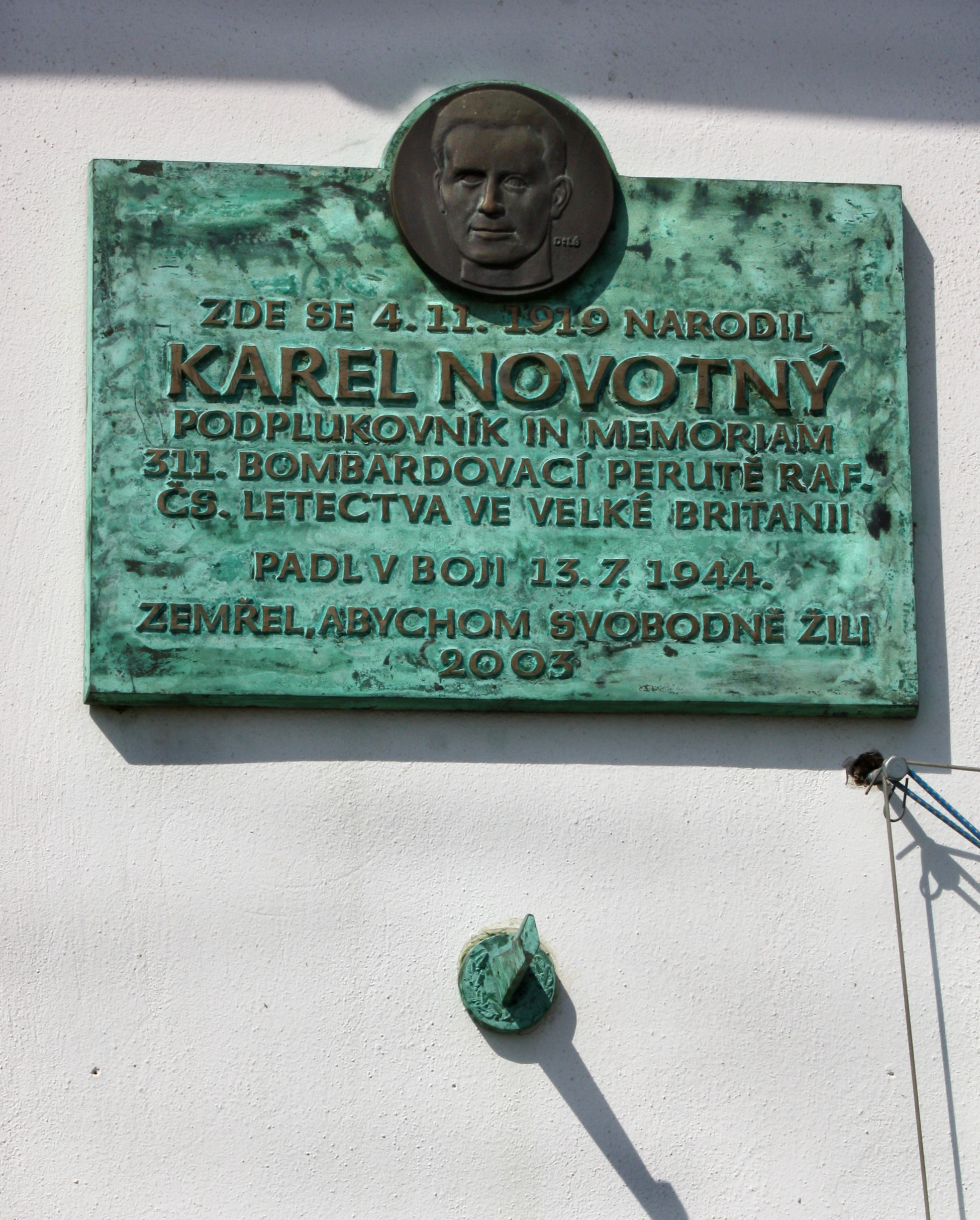
Pamětní deska pilotovi RAF Karlu Novotnému